# سيرغي دوروف

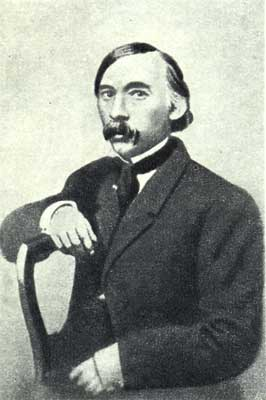
سيرغي دوروف.

سيرغي فيدوروفيتش دوروف (الروسية: Серге́й Фёдорович Ду́ров) هو شاعر وكاتب ومترجم وناشط سياسيّ روسي. وُلِدَ في 15 يناير 1815 في أوريول في روسيا وتوفّي في 18 ديسمبر 1869 في بولتافا في أوكرانيا. كان سيرغي عضواً في رابطة بيتراشيفسكي ولاحقاً أصبح قائداً لمجموعته السريّة الخاصّة التي ضمّت عدداً من المُثقّفين. وقد اعتُقِل عام 1849 كبقيّة أعضاء الرابطة وقضى أربع سنين سجن مع الأشغال الشاقّة في أومسك. وفي عام 1857 عاد سيرغي من سيبيريا، ورفع الحظر على نشاطه الأدبي في عام 1862. وقد توفّي في 18 ديسمبر 1869 بعد صراع مع المرض.